# Nemoraea bipartita
Nemoraea bipartita là một loài ruồi trong họ Tachinidae.